# Lúa Nàng Hương
Lúa Nàng Hương là một trong các giống lúa đặc sản của Việt Nam. Nó là một trong các giống lúa thơm cổ truyền vẫn đang còn sản xuất tại Việt Nam.

## Lich sử và phát triển
Giống lúa Nàng Hương là giống lúa địa phương được chọn lọc và duy trì từ lâu đời của nông dân Việt Nam. Tuy nhiên qua thời gian sản xuất quá lâu trên đồng ruộng nông dân, hiện tượng thoái hóa, hiện tượng tiến hóa, hiện tượng chuyển dịch gen, và sự lẫn tạp vật lý đã hình thành nhiều giống Nàng Hương, có nơi giống đã bị mất mùi thơm.
Các tỉnh còn trồng nhiều giống này: Đồng Tháp, Long An, TP Hồ Chí Minh, An Giang và Sóc Trăng. Đây là một sự gìn giữ rất quý báu của nhân dân Việt Nam.
Hiện nay, phân loại trên các thông số như độ dài hạt, mùi thơm,... Lúa Nàng Hương có một số giống màu sau:	
- Nàng Hương (01)
- Nàng Hương (02)
- Nàng Hương (03)
- Nàng Hương (04)
- Nàng Hương (43)
- Nàng Hương (44)
- Nàng Hương (45)
- Nàng Hương (46)
- Nàng Hương (75)

Các giống này chủ yếu tập trung ở Đồng bằng sông Cửu Long.

## Đặc điểm
Giống lúa Nàng Hương có thời gian sinh truởng dài từ 155 đến 165 ngày, có tính cảm quang, trổ vào tháng 11 hoặc tháng 12 tuỳ theo quần thể. Chiều cao cây 130–135 cm, có quần thể cao 160–180 cm, nếu gieo trồng hoàn toàn trong mùa mưa, không cấy lấp vụ hè thu. Độ dài bông 24,3 cm. Số hạt chắc trên bông 200 hạt. Trọng lượng 1000 hạt 22gr, Chiều dài hạt 6,21mm. Tỷ lệ dài/rộng là 3,10. Tán lá dài, rủ, xoè, nhánh trung bình. Mùi thơm nhẹ cấp 5 mềm cơm, dẻo hoặc mùi thơm khá nặng tuỳ thuộc và thổ nhưỡng. Tuy nhiên giống này có độ bạc bụng cấp 9; Hàm lượng amylose lúc mới gặt < 20%, hàm lượng amylose tăng theo thời gian bảo quản, lúa cũ có amylose cao hơn 20-23%, thuộc nhóm cơm mềm; Độ bền gel 68-80mm rất dài, không có giống lúa cao sản nào so sánh được. Năng suất từ 3-3,2 tấn/ha.

## Một số giống đặc sản
- Lúa Nàng Thơm Chợ Đào
- Lúa Hoa Lài
- Lúa Nhen Thơm
- Lúa Nếp Thơm